# Fontaines-sur-Grandson
Fontaines-sur-Grandson je obec na západě Švýcarska v kantonu Vaud. Žije zde 218 obyvatel.

## Geografie
Fontaines-sur-Grandson leží v nadmořské výšce 563 m, vzdušnou čarou 6 km severně od okresního města Yverdon-les-Bains. Vesnice se rozkládá na jižním úpatí Jury, severně od údolí řeky Arnon.
Území obce o rozloze 7,9 km² pokrývá část jižního svahu Jury. Území obce se táhne podél úpatí Jury od údolí řeky Arnon na jihozápadě přes náhorní plošinu Fontaines k vesnickému potoku Champagne na východě. Na severu se území táhne v dlouhém úzkém pásu až k hřebeni antiklinály masivu Chasseron. Zahrnuje prohlubeň La Calame a část Les Cernets (nejvyšší bod Fontaines-sur-Grandson ve výšce 1475 m n. m.). Na severovýchodě zasahuje území obce v lese Bois de la Vaux do povodí potoka Bied, který se vlévá do řeky Areuse. Severní hranice probíhá podél řeky Crêt des Lisières nad Buttes. Na řetězci Chasseron se nacházejí rozsáhlé jurské vysokohorské pastviny s typickými mohutnými smrky, které zde stojí buď jednotlivě, nebo ve skupinách. V roce 1997 tvořila 2 % rozlohy obce zastavěná plocha, 49 % lesy a lesní porosty, 48 % zemědělství a necelé 1 % neproduktivní půda.
Fontaines-sur-Grandson zahrnuje několik samostatných farem na masivu Chasseronu. Sousedními obcemi jsou Bullet, Champagne, Fiez, Giez, Novalles, Grandevent, Mauborget, Tévenon a Val-de-Travers. Celá obec je součástí Švýcarského kulturního dědictví.

## Historie
První zmínka o obci pochází z roku 1011 a nese název Fontanes. Název místa se odvozuje od četných pramenů na území obce. Fontaines-sur-Grandson připadlo v roce 1011 klášteru Romainmôtier jako dar od království Horní Burgundsko. Později mělo ve Fontaines-sur-Grandson bohaté pozemky benediktinské převorství Saint-Jean-Baptiste. Světskou vládu drželi páni z Grandsonu. Po roce 1476 se Grandson stal poddanským městem pod společným panstvím Bernu a Fribourgu. Po pádu Staré konfederace patřila obec v letech 1798–1803 v období Helvétské republiky ke kantonu Léman, který byl po vstupu v platnost mediační ústavy začleněn do kantonu Vaud. Do konce roku 1996 byla obec součástí okresu Grandson, od roku 1997 se stala částí nového okresu Jura-Nord vaudois.

## Obyvatelstvo
85,6 % obyvatel hovoří francouzsky, 13,6 % německy a 0,8 % rusky (údaj z roku 2000). Ke švýcarské reformované církvi se ve stejném roce hlásilo 64,4 % obyvatel, k církvi římskokatolické 14,4 % obyvatel. Počet obyvatel Fontaines-sur-Grandson činil v roce 1870 celkem 250 obyvatel, do roku 1950 pak v důsledku silné emigrace klesl na 147 obyvatel a od té doby zůstává poměrně stabilní.

## Hospodářství
Až do druhé poloviny 20. století byla obec Fontaines-sur-Grandson charakteristická především zemědělstvím. Zatímco na úpatí Jury je hlavní činností orná půda, na vrcholcích převažuje chov dobytka, zejména dojnic. Existuje zde také několik pracovních míst v místních malých podnicích. Mnoho pracujících dojíždí za prací převážně do Yverdonu.

## Doprava
Obec se nachází mimo hlavní dopravní tahy na hlavní silnici z Grandsonu do Mauborget. Nejbližší příjezd k dálnici A5 (Yverdon–Neuchâtel) je vzdálen asi 5 km od centra obce. Fontaines-sur-Grandson je napojeno na síť veřejné dopravy prostřednictvím autobusové linky Postbus z Yverdonu do Mauborget.